# 肯尼亚英语
肯尼亚英语（英語：Kenyan English），是属于肯尼亚境内一些社区、个体或在其他国家的肯尼亚外派人员的英语方言。起源于当地班图语系（诸如斯瓦希里语和基库尤语）的这一方言独具特点。

## 历史
1895年肯尼亚成为英国殖民地，英语随之进入了肯尼亚，当时建立了东非保护国也在1920年成为了殖民地。殖民地期间，斯瓦希里海岸很多地方的商业及教学语言均是斯瓦希里语。英语消弱了斯瓦希里语的影响，并且成为肯尼亚的教学语言。1963年12月12日肯尼亚取得民主独立，这并没有改变英语作为正式语言的地位，如今英语是肯尼亚官方语言，斯瓦希里语是肯尼亚国语。

## 语言体系
和英格兰南部的英语发音相似，肯尼亚英语也没有卷舌音。主要音韵特点包括长元音变为短元音，缺少英国英语具有央元音，双元音的单元音化以及辅音连缀解体。肯尼亚英语用不存在trap-bath元音分裂的情况。

### 元音发音
肯尼亚英语中比较典型的音韵学指标是 "kit"和"bath"中元音的发音方式。 "kit" 中的元音/ɪ/比较靠近靠前。"bath"中的元音一般会发 /ɑː/音。"ride"中的/aɪ/一般会发/ɑɪ/音。"go"和"John"中的元音由/oʊ/和/ɒ/分别被单音节化变为了/o/和/ɔ/，"thought"和"straw"等词中的/ɔː/和其他英语方言区别不大。
肯尼亚英语中 "e" 的发音方式不尽相同。比如"face", "made", "ate" 和 "pay"等中的/eɪ/被单音化成了/e/，而"fail"或"vein"等中发/eɪ/ 音。"bed" 和 "men" 等中的元音没有发生变化。有些单词中的元音是变化的，比如 "the"这个单词，有的人发音为/ðə/或/ðiː/，有的人发音为/ðɛ/。
肯尼亚英语中"u"的发音也有所不同。"mud", "gun" 或 "us" 中的元音一般不发闭音节而发开音节，比如一般会发/ʌ/音，也会发/ɑː/或/ɑ/音。然而，和大多数其他英语方言不同，"foot"或"good"中的发音会由/ʊ/转变为/uː/，这就会导致发音方式和 "goose" 或"food"中的长元音相同。虽然"queue"或"tune"中的/juː/音没有发生改变，但有些人会发/uː/音，比如 "fuel"发为/fuːɛl/ 而不是/fjuːɛl/。
以-wer和-yer结尾的单词通常会分别发含/w/和/j/的音。因此，英语方言中的/.ər/和/ɪ.ər/音会分别发/wɑ/和/jɑ/音，在有些情况下也会发/.ɑ/和/ɪ.ɑ/音。如，"fewer"会发/fjuːwɑ/和/fjuː.ɑ/音而不是/fjuː.ər/音，"lawyer"会发/lɔːjɑ/和/lɔɪ.ɑ/而不是/lɔɪ.ər/。

### 辅音
由于肯尼亚英语的影响而发错音的这种情况被本国人戏称为"shrubbing"，因为这个单词本身常会出现从头到尾读音发错的情况。值得注意的是中上等阶级，或不说本地肯尼亚英语或不以学到的英语为首要语言的市民很少会出现"shrubbing" 这种情况。因此，住在农村地区和/或以英语为第二语言的人常会带有浓重的口音，容易出现"shrub"这种情况。将一个单词的辅音换为另一个具有相似发音部位的辅音时就会出现"Shrubbing"这种情况。
最常见的"shrubbing"情况包括单词"shop"和"hashish"中/ʃ/的误读，"is"和"has"中/z/的误读，单词"intend" 或"endocrine"中/ɛnd/的误读。这些例子中，"shop"会错误的发/ˈsɔːp/音而不是/ˈʃɔːp/音，"hashish"误发为/hɑˈsiːs/而不是/hɑˈʃiːʃ/, "is" 误发为/ˈɪs/而不是/ˈɪz/, "has"误发为/ˈhɑːs/而不是/ˈhɑːz/及"endocrine"误发为/ˈɛd.o.krɪn/而不是/ˈɛnd.o.krɪn/。单词"intend"会误发为/ɪnˈtɛd/而不是/ɪnˈtɛnd/，其过去分词"intended"会误发为/ɪnˈtɛd.ɛd/ (inteded) 或/ɪnˈtɛnd.ɛnd/ (intendend)而不是/ɪnˈtɛnd.ɛd/。
所有格中"s"的发音也容易出现 "shrubbing"上，这种情况和说话人的种族本源有关。比如"John's"一般发/ˈdʒɔːnz/音，但是可能发"ss"而错误发为/ˈdʒɔːns/音。
混淆辅音是"shrubbing"另一主要特点，最普遍的例子是相似单词比如"back"和"pack"中/b/和/p/的发音，"load"和"road"中/l/和/r/的发音。在这个例子中， "back"错误的发为/pɑːk/，"pack"会错误的发为/bɑːk/。与之相似，"load"会误发为/ˈroːd/，"road"会误发为/ˈloːd/。很多情况下，这两个单词都会被误发为/ˈɽoːd/，单词中的"r"是卷舌闪音（听此），和北印度语中"sari"发音相似。
有些单词如"bag"中的/g/音会发/k/音，这回导致 "bag"和"back"发音同为/bɑːk/（或/pɑːk/，如果读音/b/出现了"shrub"的情况，读音会变为/pɑːk/）。有些人会将以–ge结尾的单词如"passage"中的/dʒ/发为浊硬颚内破音，即/ʄ/音，这就使得"passage"被误发为/ˈpɑseːʄ/。这种情况也会出现在以"j"开始的单词如"jeans"中，读音会变为/ˈʄiːnz/（如果/z/出现了 "shrub"的情况，读音会变为/ˈʄiːns/ ）。
正如上文所述，肯尼亚英语主要特点是辅音连缀会解体，这也属于"shrubbing"情况。解体的原因是在辅音间加入了元音音节，这是由本地肯尼亚语言造成的结果。比如 "confiscate"中 /sk/，"twelve"中的 /tw/和/lv/都是连缀辅音。这些例子中的连缀辅音会发生解体，"confiscate"会被误发为/kɔnfisiˈkeːt/(confisicate)，"twelve"会被误发为/ˈtwɛlɔf/或/ˈtwɛlɔv/。
齿音发音也和说话人种族本源有关。绝大多数讲英语方言的人会将单词比如"the"和"thin"分别发含浊齿擦音/ð/和无声齿擦音/θ/的音节。然而单词如"theatre"的读音在/ˈθɪ.e.tɑ/和/ˈðɪ.e.tɑ/变化，这和讲话人的种族本源有关系。

## 语法
省略冠词，将不可数名词复数化，不使用关联代词"whose"以及把形容词当名词用，是肯尼亚英语最主要的特点。
在肯尼亚英语中，很多人常常省略不该省略的冠词。比如，在快餐店，一个人会说 "give me burger"（“给我汉堡”）或 "I want burger"（“我要汉堡”）而不是"give me a burger"（“给我一个汉堡”）或"I want a burger"（“我要一个汉堡”）。与之相似，在肯尼亚英语中，冠词"the"常常被误用，尤其是和不可数名词在一起的时候。比如在不可数名词"mud"前加定冠词 "the"（如I stepped in the mud on my way home. “在回家途中，我踩在那泥地里。”）
在肯尼亚英语中常常将不可数名词如 "data", "equipment", "money" and "software" 复数化，但这种情况在农村地区和下流社会中比较普遍。
- The file contained different types of datas.（“这个文件包括不同的资料”）
- There's a lot of equipments being sold at the shop.（“这家店有很多设备在出售”）
- Prize monies were on offer to competitors at the video game tournament last week.（“在上周的视频游戏比赛中参赛选手可以获得捕获物奖金。”）
- You can download different softwares to your computer.（“你可以在电脑上下载不同的软件”）

很多说肯尼亚英语的人会用"My names are…"（“我的名字们是……”）而不是 "My name is…"（“我的名字是……”）介绍自己。比如一个叫John Omondi的人会用"My names are John Omondi"而不是"My name is John Omondi"介绍自己。
情况和上面类似，这种情况在农村地区和低等和下流社会中很普遍，但是也取决于说话人的种族本源。肯尼亚英语中会避免使用关系代词"whose"，常常会用"that"来替代这一单词。比如：下面句子中就用that 取代了whose
- The man whose car I bought went to Mombasa last week. → The man that I bought a car from went to Mombasa last week.
- The woman whose purse was stolen went to the police. → The woman that got/had her purse stolen went to the police.

和美式英语相比，肯尼亚人更喜欢英式英语的书写方式，比如更喜欢–our而不是–or（如单词"colour", "flavour"），更喜欢–re，而不是–er（如单词"metre", "theatre"），更喜欢–ogue 而不是–og（如单词 "prologue", "catalogue"），更喜欢–ce而不是se（如单词"defence", "offence"；名词/动词书写区别有所保留，如"advice" / "advise" 或"licence" / "license"）。虽然和–ise和–yse相比，–ize 和–yze使用越来越频繁，但是前者更多普遍。比如，更多肯尼亚人会同时使用 "criticize" 、"paralyze"和"criticise"及"paralyse"。

## 词汇
因为肯尼亚人一般会使用英国英语，所以肯尼亚英语词汇和英国英语词汇非常相似。常见的例子有"chips"和"fries"（美国英语分别对应"french fries"和"fries"），"crisps" ( 美国英语为"chips") 和"football" (美国英语为"soccer"，但美国英语的使用也越来越频繁了）。 
肯尼亚英语中常会引入当地方言，因为这些词语不容易被翻译成英语，这些引入词有"ugali", "sukuma wiki" (羽衣甘蓝) and "matatu"等。肯尼亚盛语流行，这也影响着肯尼亚英语词汇构成。肯尼亚常用词汇"mzungus"或"wazungus"指代白人（单词"mzungu是斯瓦希里语，意思是白人，"wazungu"是其复数形式 ）。其他引入词还包括"pole pole"（斯瓦希里语的意思是slowly，所以有些人也说"slowly slowly"）、"Harambee" , "nyama choma"（“烤肉”）和"nini"（当忘记东西名字时用的替代语，相当于"thingy"，"thingy"本身用法也很普遍）。
| 肯尼亚英语                                    | 标准英式英语/美式英语                                                                    |
| --------------------------------------------- | ---------------------------------------------------------------------------------------- |
| Are you getting me?（“你跟上我了么？”）       | Do you understand what I'm saying?（“你理解我正在说的内容了么？”）                       |
| Let me confirm.（“让我确信一下。”）           | Let me check.（“让我查一下。”）                                                          |
| I'm alighting.（“我要降落了。”）              | I'm getting off the bus.（“我要下车。”）                                                 |
| We've reached.（“我们赶到了。”）              | We're here.（“我们到这里了。”）                                                          |
| We've reached.（“我们赶到了。”）              | We've gotten to our destination.（“我们达到了我们的目的地。”）                           |
| I gave him 20 bob.（“我给了他二十串。”）      | I gave him 20 shillings.（“我给了他二十元肯尼亚先令。”）                                 |
| Even me.（“甚至我。”）                        | Me too.（“我也是。”）                                                                    |
| It has refused.（“这事被拒了。”）             | It's not working.（“这事不管用了。”）                                                    |
| It has refused.（“这事被拒了。”）             | It's stopped functioning.（“它停止了运转。”）                                            |
| Isn't it?（“不是它么？”）                     | Isn't that right?（“这不对么？”）                                                        |
| Isn't it?（“不是它么？”）                     | Don't you agree?（“你不同意么？”）                                                       |
| I'm wearing slippers.（“我穿着平底拖鞋。”）   | I'm wearing flip-flops.（“我穿着平底人字拖鞋。”）                                        |
| Please add something.（“请增加点东西吧。”）   | Add some more money. (You're being stingy.)（“请增加点钱吧。”） (适用于街头贸易讨价还价) |
| I have to survive.（“我得生存啊。”）          | Add some more money. (You're being stingy.)（“请增加点钱吧。”） (适用于街头贸易讨价还价) |
| What religion are you?（“你是啥宗教的啊？”）  | What religion do you follow?（“你跟从什么宗教呢？”）                                     |
| One of these fine days.（“好日子中的一天。”） | Some day.（“来日”。）                                                                    |
| One of these fine days.（“好日子中的一天。”） | Some time in the future.（“将来有时间。”）                                               |
| Take tea and bread.（“拿茶和面包。”）         | Have some tea and bread.（“要一些茶和面包。”）                                           |
| I'm starting a chama.（“我要开始茶马一下。”） | I'm starting a cooperative.（“我在开始一项合作。”）                                      |

## 谚语

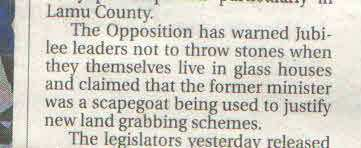
该图是2014年8月5日《肯尼亚文汇报》第一版，可以看到肯尼亚英语中使用的一些谚语和习语

一些说肯尼亚英语的人有时会引入斯瓦希里语和其他语言的谚语（包括英语谚语）来阐明故事所表达的道德观念或发表意见，有时也会把这些谚语翻译成英语。比如会使用"Haraka haraka haina baraka"（大概翻译为“欲速则不达”）来建议人们“做事慢慢来”，也会翻译成英语"Hurry hurry has no blessings"，表达相同的意思。

## 相关
- Sheng slang（英语：Sheng slang）
- Engsh（英语：Engsh）